# Kraljevsko dansko geografsko društvo
Kraljevsko dansko geografsko društvo (danski Det Kongelige Danske Geografiske Selskab) je znanstveno društvo čije je cilj unaprjeđenje znanja o Zemlji i njenim stanovnicima te širenje interesa za geografsku znanost.
Osnovano je 18. studenog 1876. na inicijativu profesora E. D. Ersleva. Sjedište društva nalazi se u Kopenhagenu, Danska.

## Vanjske poveznice
- Web stranice Kraljevskog danskog geografskog društva (dan.) (engl.)